# 鹿児島県道53号菱刈横川線
鹿児島県道53号菱刈横川線（かごしまけんどう53ごう ひしかりよこがわせん）は、鹿児島県伊佐市から霧島市に至る県道（主要地方道）である。

## 概要
伊佐市菱刈前目付近で道幅が狭くなっている区間がある。

### 路線データ
- 起点：鹿児島県伊佐市菱刈重留（国道268号交点）
- 終点：鹿児島県霧島市横川町中ノ（横川山ノ口交差点、鹿児島県道55号栗野加治木線交点）

## 歴史
- 1958年（昭和33年）11月1日 - 鹿児島県道山口菱刈線として認定される。
- 1972年（昭和47年）8月2日 - 路線番号決定公告により山口菱刈線の路線番号は441に設定される[2]。
- 1982年（昭和57年）5月1日 - 路線名が山口菱刈線から菱刈横川線に変更される[3]。
- 1993年（平成5年）5月11日 - 建設省から、県道菱刈横川線が菱刈横川線として主要地方道に指定される[4]。

## 地理

### 通過する自治体
- 伊佐市
- 姶良郡湧水町
- 霧島市

### 交差する道路
| 交差する道路               | 市町村名 | 市町村名 | 交差する場所 | 交差する場所            |
| -------------------------- | -------- | -------- | ------------ | ----------------------- |
| 国道268号                  | 伊佐市   | 伊佐市   | 菱刈重留     | 起点                    |
| 鹿児島県道48号出水菱刈線   | 伊佐市   | 伊佐市   | 菱刈前目     |                         |
| 鹿児島県道448号川西菱刈線  | 伊佐市   | 伊佐市   | 菱刈前目     | 伊佐市菱刈庁舎前交差点  |
| 鹿児島県道424号針持菱刈線  | 伊佐市   | 伊佐市   | 菱刈前目     |                         |
| 鹿児島県道425号南浦築地線  | 伊佐市   | 伊佐市   | 菱刈川南     |                         |
| 鹿児島県道443号幸田栗野線  | 姶良郡   | 湧水町   | 幸田         | 粟野幸田交差点          |
| 鹿児島県道55号栗野加治木線 | 霧島市   | 霧島市   | 横川町中ノ   | 横川山ノ口交差点 / 終点 |

### 沿線
- 伊佐市役所菱刈庁舎
- 伊佐市立菱刈中学校
- 湧水町立幸田小学校